# Clausewitz (Adelsgeschlecht)
Clausewitz ist der Name eine preußischen Adelsgeschlechts.

## Geschichte
Der Familienüberlieferung nach sieht sich das Geschlecht aus einem oberschlesischen Adelsgeschlecht abstammen. Die Stammreihe beginnt mit Johann Karl Clauswitz (1663–1721), Pfarrer in Großwiederitzsch. Dessen Urenkel, die Brüder Gustav Marquard Friedrich Clauswitz (1769–1830), preußischer Steuerrat in Duisburg, Friedrich Volmar Clauswitz (1771–1854), preußischer Generalmajor und Kommandeur der 9. Infanterie-Brigade, Wilhelm Benedikt von Clausewitz (1773–1849), preußischer Oberst und Kommandeur der 13. Landwehr-Brigade, sowie Karl Philipp Gottlieb Clauswitz (1780–1831), preußischer Major und Kommandeur der allgemeinen Kriegsschule, erhielten in Berlin am 30. Januar 1827 durch Allerhöchste Kabinettsorder die preußische Adelsbestätigung.

## Angehörige und Stammverwandte
- Benedikt Gottlieb Clauswitz (1692–1749), lutherischer Theologe und Hochschullehrer an der Universität Halle
- Carl Christian Clauswitz (auch Clausewitz; 1734–1795), deutsch-dänischer Beamter und Hofmeister, Mitglied des Hainbundes
- Friedrich Gabriel Clauswitz (1740–1802), preußischer Leutnant im Siebenjährigen Krieg
- Friedrich Volmar Karl Heinrich von Clausewitz (1771–1854), preußischer Generalleutnant
- Wilhelm Benedikt von Clausewitz (1773–1849), preußischer Generalleutnant
- Marie von Clausewitz, geb. von Brühl (1779–1836), Ehefrau von Carl von Clausewitz und Herausgeberin seiner Werke
- Carl von Clausewitz (1780–1831), preußischer General und Militärtheoretiker
- Friedrich von Clausewitz (1807–1866), preußischer Generalleutnant
- Friedrich Wilhelm von Clausewitz (1809–1881), Polizeipräsident in Danzig

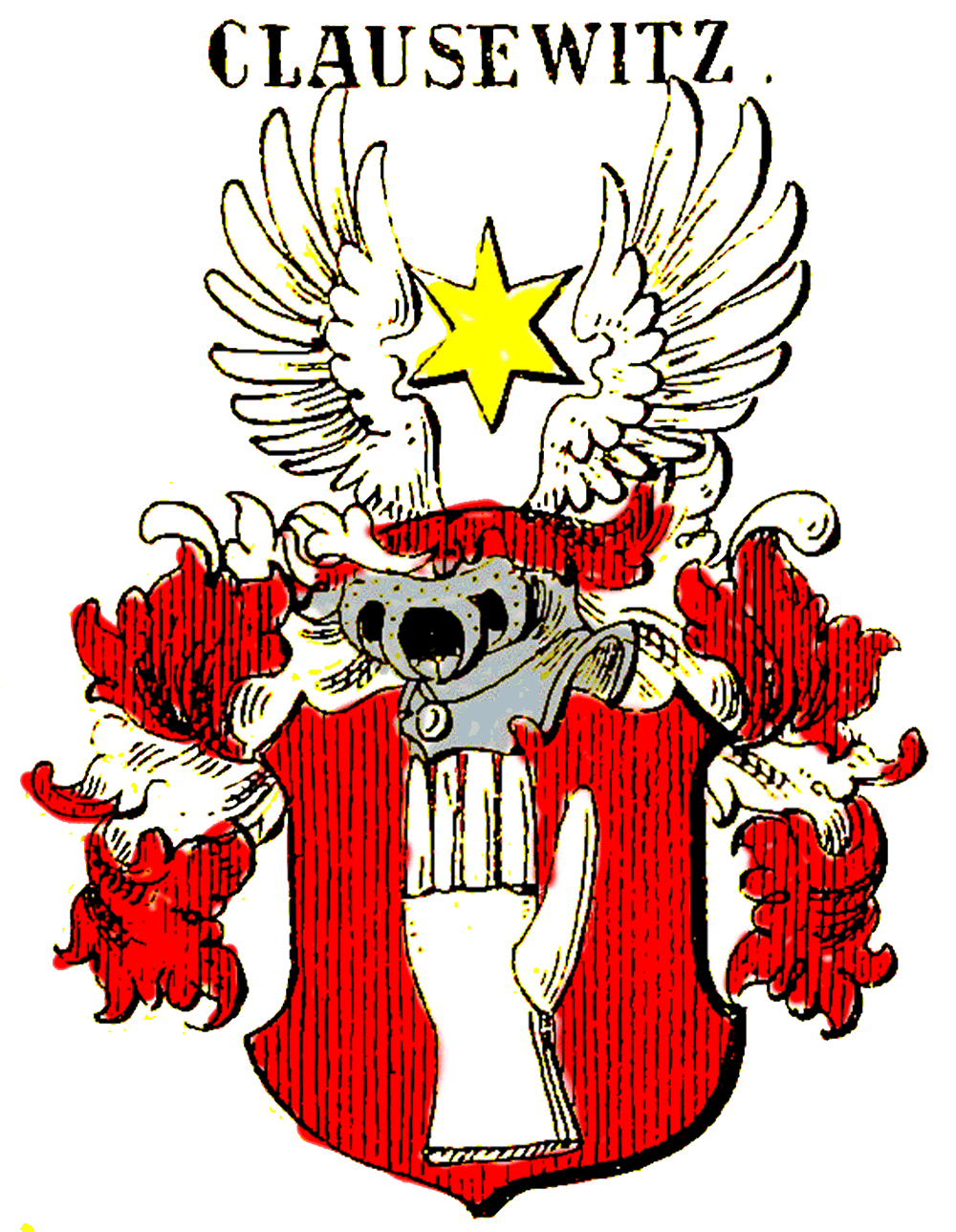
Wappenvariante des preußischen Zweiges mit silbernem Stulphandschuh bei Siebmacher

## Wappen
In Rot eine aufgerichtete natürliche schwarze Bärentatze. Auf dem Helm mit rechts schwarz-silbernen, links rot-silbernen Decken ein goldener Stern zwischen offenem schwarzen Flug.